# Fábián Tibor (labdarúgó)
Fábián Tibor, (Budapest, 1946. július 26. – Budapest, 2006. június 6.)  válogatott labdarúgó, hátvéd.

## Pályafutása

### Klubcsapatban
1968-ig a Ferencváros játékosa volt, 1970-ig a Bp. Spartacusban szerepelt. 1970-ben a Vasas színeiben mutatkozott be az élvonalban. 1 bajnoki címet, 1 MNK győzelmet és 1 KK győzelmet ért el a csapattal. 1977-ben hagyta abba az aktív labdarúgást.

### A válogatottban
1971 és 1974 16 alkalommal szerepelt a válogatottban. Tagja volt az európa-bajnoki 4. helyezett csapatnak 1972-ben.

## Sikerei, díjai
- Európa-bajnokság
  - 4.: 1972, Belgium
- Magyar bajnokság
  - bajnok: 1976-77
  - 2.: 1970-71
  - 3.: 1972-73
- Magyar Népköztársasági Kupa (MNK)
  - győztes: 1973
- Közép-európai Kupa (KK)
  - győztes: 1970

## Statisztika

### Mérkőzései a válogatottban
| Magyarország | Magyarország         | Magyarország                            | Magyarország  | Magyarország | Magyarország | Magyarország  | Magyarország | Magyarország |
| #            | Dátum                | Helyszín                                | Hazai         | Eredmény     | Vendég       | Kiírás        | Gólok        | Esemény      |
| ------------ | -------------------- | --------------------------------------- | ------------- | ------------ | ------------ | ------------- | ------------ | ------------ |
| 1.           | 1971. május 19.      | Szófia, Levszki-stadion                 | Bulgária      | 3 – 0        | Magyarország | Eb-selejtező  | -            |              |
| 2.           | 1971. július 22.     | Rio de Janeiro, Maracanã Stadion        | Brazília      | 0 – 0        | Magyarország | barátságos    | -            |              |
| 3.           | 1971. szeptember 1.  | Budapest, Népstadion                    | Magyarország  | 2 – 1        | Jugoszlávia  | barátságos    | -            | 72'          |
| 4.           | 1971. szeptember 25. | Budapest, Népstadion                    | Magyarország  | 2 – 0        | Bulgária     | Eb-selejtező  | -            |              |
| 5.           | 1972. január 12.     | Madrid, Santiago Bernabéu stadion       | Spanyolország | 1 – 0        | Magyarország | barátságos    | -            |              |
| 6.           | 1972. április 29.    | Budapest, Népstadion                    | Magyarország  | 1 – 1        | Románia      | Eb-selejtező  | -            |              |
| 7.           | 1972. május 14.      | Bukarest                                | Románia       | 2 – 2        | Magyarország | Eb-selejtező  | -            |              |
| 8.           | 1972. május 17.      | Belgrád, JNA stadion (YUG)              | Magyarország  | 2 – 1        | Románia      | Eb-selejtező  | -            |              |
| 9.           | 1972. május 25.      | Stockholm, Råsunda Stadion              | Svédország    | 0 – 0        | Magyarország | vb-selejtező  | -            |              |
| 10.          | 1972. június 14.     | Brüsszel, Heysel Stadion (BEL)          | Szovjetunió   | 1 – 0        | Magyarország | Eb-elődöntő   | -            |              |
| 11.          | 1972. június 17.     | Liège, Stade Maurice Dufrasne           | Belgium       | 2 – 1        | Magyarország | Eb 3. helyért | -            |              |
| 12.          | 1973. április 29.    | Budapest, Népstadion                    | Magyarország  | 2 – 2        | Ausztria     | vb-selejtező  | -            | 46'          |
| 13.          | 1973. május 16.      | Karl-Marx-Stadt, Ernst Thälmann Stadion | NDK           | 2 – 1        | Magyarország | barátságos    | -            | 65'          |
| 14.          | 1973. szeptember 26. | Belgrád, JNA stadion                    | Jugoszlávia   | 1 – 1        | Magyarország | barátságos    | -            |              |
| 15.          | 1974. április 17.    | Dortmund, Westfallenstadion             | NSZK          | 5 – 0        | Magyarország | barátságos    | -            |              |
| 16.          | 1974. május 29.      | Székesfehérvár, Sóstói Stadion          | Magyarország  | 3 – 2        | Jugoszlávia  | barátságos    | -            | 29'          |
|              | Összesen             |                                         |               | 16           | mérkőzés     |               | 0            | gól          |

## Külső hivatkozások
- Elhunyt Fábián Tibor
- Fábián Tibor adatai a foci-info.hu oldalon